# Összeomlás (regény)
Az Összeomlás (Ausgebrannt) Andreas Eschbach 2007-ben megjelent regénye. Magyarországon a Metropolis Media adta ki először 2011-ben.

## Történet
Nincs olaj, nincs kegyelem!
Az ökológiai thriller fiatal főszereplője a német Markus Westermann. A tehetséges számítógépes szakember arról álmodozik, hogy az Amerikai Egyesült Államokban egyszer majd egy saját óriáscéget hoz létre: mások pénzének segítségével, illetve más ötletére alapozva. Kezdetben nagy sikerrel halad előre céljai megvalósításában, de aztán egy globális olajválság keresztülhúzza a számításait. A sci-fi-ben a jelen és a múlt eseményei felváltva, mozaikszerűen követik egymást. A fiatalember életmódmódja az általa kitűzött célokhoz közeledve drámaian megváltozik. A forgószélszerű események világszerte mindenki életét más mederbe terelik, hiszen élet-halál harc indul meg az országok és szövetségek között, a technikai fejlődés hirtelen leáll, és a Földön újra beköszönt a középkor. Eljön az a pillanat, amikor Markus Westermann is rádöbben, hogy a meggazdagodás lehetősége elveszett, most már az életben maradás a cél.

## Szereplők
- Markus Westermann, német számítástechnikus
- Karl Walter Block, osztrák kutató
- Amy-Lee Wang, Mark kedvese
- Dorothea Westermann, Markus testvére
- Abu Dzsabr Faruk ibn Abdul-Aziz al-Szaúd herceg, Szaúd-Arábia uralkodóházának tagja
- Charles Taggart, CIA-ügynök

## Magyarul
- Összeomlás. Ökothriller; ford. Varga Csaba Béla; Metropolis Media, Bp., 2011